# توري دي باسيري
توري دي باسيري (بالإيطالية: Torre de' Passeri)‏ هي بلدية في مقاطعة بسكارا في إقليم أبروتسو الإيطالي.

## السكان
في سنة 1861 بلغ عدد السكان 2٬027 نسمة، وتطور العدد ليصل في سنة 2011 لـ 3٬174 نسمة.
يظهر هذا المخطط البياني تطور النمو السكاني لـ توري دي باسيري